# Deutsches Volksblatt
Deutsches Volksblatt war der Titel einer österreichischen Tageszeitung, die von 1889 bis 1922 im Format 2° in Wien erschien. Gegründet wurde das Blatt von Ernst Vergani. Der Titelzusatz lautete zunächst „radikales Mittelstandsorgan“ und wurde ab dem 1. Juni 1919 auf „Tageszeitung für christliche deutsche Politik“ geändert. Vom 28. März 1922 bis zur letzten Ausgabe am 3. September 1922 führte die Zeitung den Zusatz „Tageszeitung für Wirtschaftspolitik“. Die Auflage stieg schon Anfang 1889 von 2000 auf 12.000, dann auf 30.000 (1901) und 45.–55.000 (1904), sank danach auf 25.000 (1910) und blieb bis in den Weltkrieg auf diesem Stand.
Das Deutsche Volksblatt wird in Mein Kampf erwähnt, wobei Hitler die Zeitung lobt und darauf hinweist, dass sie seinen Antisemitismus beeinflusst hat.

## Gliederung
Der Nachrichtenteil war nach Inland und Ausland gegliedert, der Leitartikel auf der Titelseite behandelte meist außenpolitische Fragen. Der Wirtschaftsteil enthielt eingehende Marktberichte. Lokale Themen wurden ausführlich behandelt, doch trat der Lokalteil außer in der sensationsheischenden Gerichtssaalrubrik selbständig nicht hervor. Im Feuilleton auf der ersten Seite wurden ein Fortsetzungsroman oder belletristische Beiträge gebracht, während unter „Theater, Kunst und Literatur“ eingehende Berichte und Kritiken aufschienen. Der 1897 eingeführte Sportteil wurde bald weiter ausgebaut. Der Inseratenteil enthielt die Aufforderung „Kauft nur bei Christen“; nach dem Ausscheiden Verganis wurden jedoch auch Inserate jüdischer Firmen angenommen.

## Geschichte
Das Deutsche Volksblatt war die bedeutendste deutschnationale und antisemitische Tageszeitung Österreichs. Außenpolitisch befürwortete sie das Bündnis mit dem deutschen Reich. Innenpolitisch näherte es sich Karl Lueger an und trat bei den Wahlen für die Christlichsozialen ein. Mit dem Aufstieg der Reichspost, die eine ähnliche politische Linie vertrat, begann der Niedergang des Deutschen Volksblatts. Während des Weltkriegs verlor es immer mehr an Bedeutung, ging noch 1918 an ein industrielles Konsortium über und wurde 1919 von einer deutschen Gruppe unter der Leitung von Karl Gottfried Hugelmann übernommen. 1922 wurde sie in den Besitz der Niederösterreichischen Handels- und Gewerbebank transferiert. Die letzte Ausgabe erschien am 3. September 1922. Als Nachfolger trat die Österreichische Sonntags-Zeitung in Erscheinung, die nur noch einmal wöchentlich erschien.

## Erscheinungsweise
- bis 14. Dez.1918: 12 × wöchentlich
- bis 2. Nov.1919: 6 × wöchentlich
- bis 3. Jan.1921: 7 × wöchentlich
- bis 31. Juli 1921: 12 × wöchentlich
- bis 3. September 1922: 7 × wöchentlich